# Francesco Friedrich
Francesco Friedrich (Pirna, 2 maggio 1990) è un bobbista tedesco, campione olimpico sia nel bob a due che nel bob a quattro a Pyeongchang 2018 e a Pechino 2022, unico nella storia, insieme al suo frenatore Thorsten Margis, a riuscire nell'impresa di ripetere la "doppietta" in due edizioni dei Giochi; soltanto altri cinque piloti nella storia erano riusciti a ottenere l'accoppiata, ma in una sola olimpiade: l'italiano Eugenio Monti, il tedesco occidentale Andreas Ostler, i tedeschi orientali Meinhard Nehmer e Wolfgang Hoppe e il connazionale André Lange.
Ha inoltre vinto quattordici titoli mondiali (record assoluto), di cui sette ottenuti consecutivamente nella specialità a due, eguagliando il primato di Eugenio Monti (sebbene quest'ultimo non li abbia ottenuti di fila), cinque in quella a quattro e due nella gara a squadre.
Può altresì vantare nel suo palmarès la conquista di sedici trofei di Coppa del Mondo, cinque ottenuti nel bob a due, cinque nel bob a quattro e sei nella combinata maschile, e un totale di 74 vittorie di tappa ottenute in entrambe le discipline nel massimo circuito mondiale (record), più cinque titoli europei vinti nella disciplina biposto e uno in quella a quattro. Alla luce di tali risultati è pertanto uno degli atleti più vittoriosi di sempre in tutte le competizioni internazionali.
Ha un fratello maggiore, David, che ha gareggiato negli equipaggi condotti da Francesco sino al 2012, e una sorella minore, Lucienne, bobbista a sua volta.

## Biografia
Nato a Pirna, cittadina della Sassonia situata a circa 40 km dalla pista di Altenberg, Friedrich proviene dall'atletica leggera e si dedica al bob dal 2006. Ha iniziato a gareggiare nel 2008 come pilota per la squadra nazionale tedesca e debuttò in Coppa Europa nel 2009-10; nell'arco di quattro stagioni vinse due trofei finali nel bob a due (2010-11 e 2011-12), uno nel bob a quattro e uno nella combinata (sempre nel 2011-12). 
Si distinse inoltre nelle categorie giovanili vincendo l'oro nel bob a due e l'argento nel bob a quattro ai mondiali juniores di Park City 2011, del cui equipaggio a quattro faceva parte anche il fratello David, ed entrambi gli ori nell'edizione di Igls 2012. 

### Coppa del Mondo

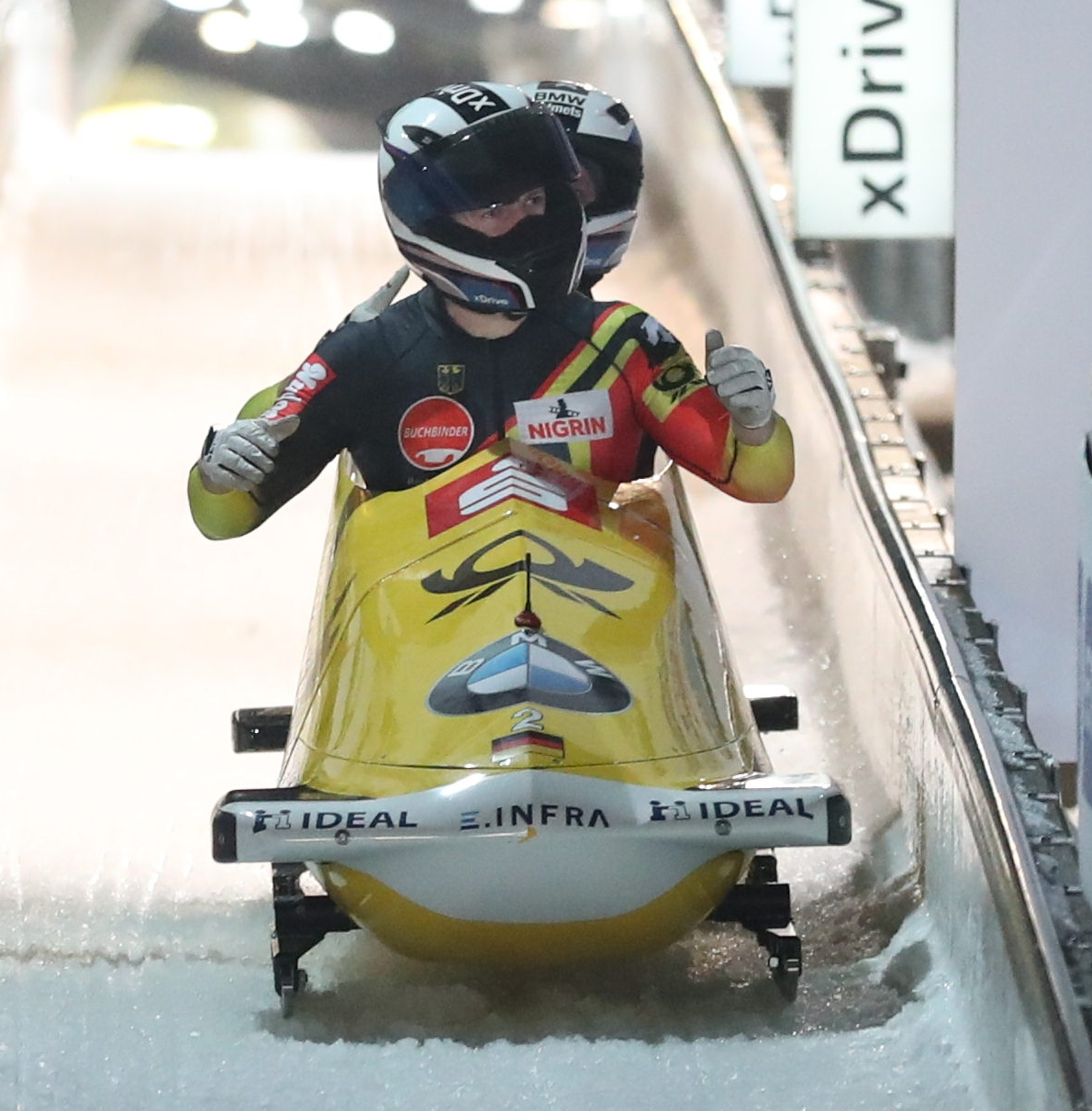
Friedrich nel 2019, vittorioso nel bob a due ad Altenberg nella terza tappa della Coppa del Mondo 2018/19

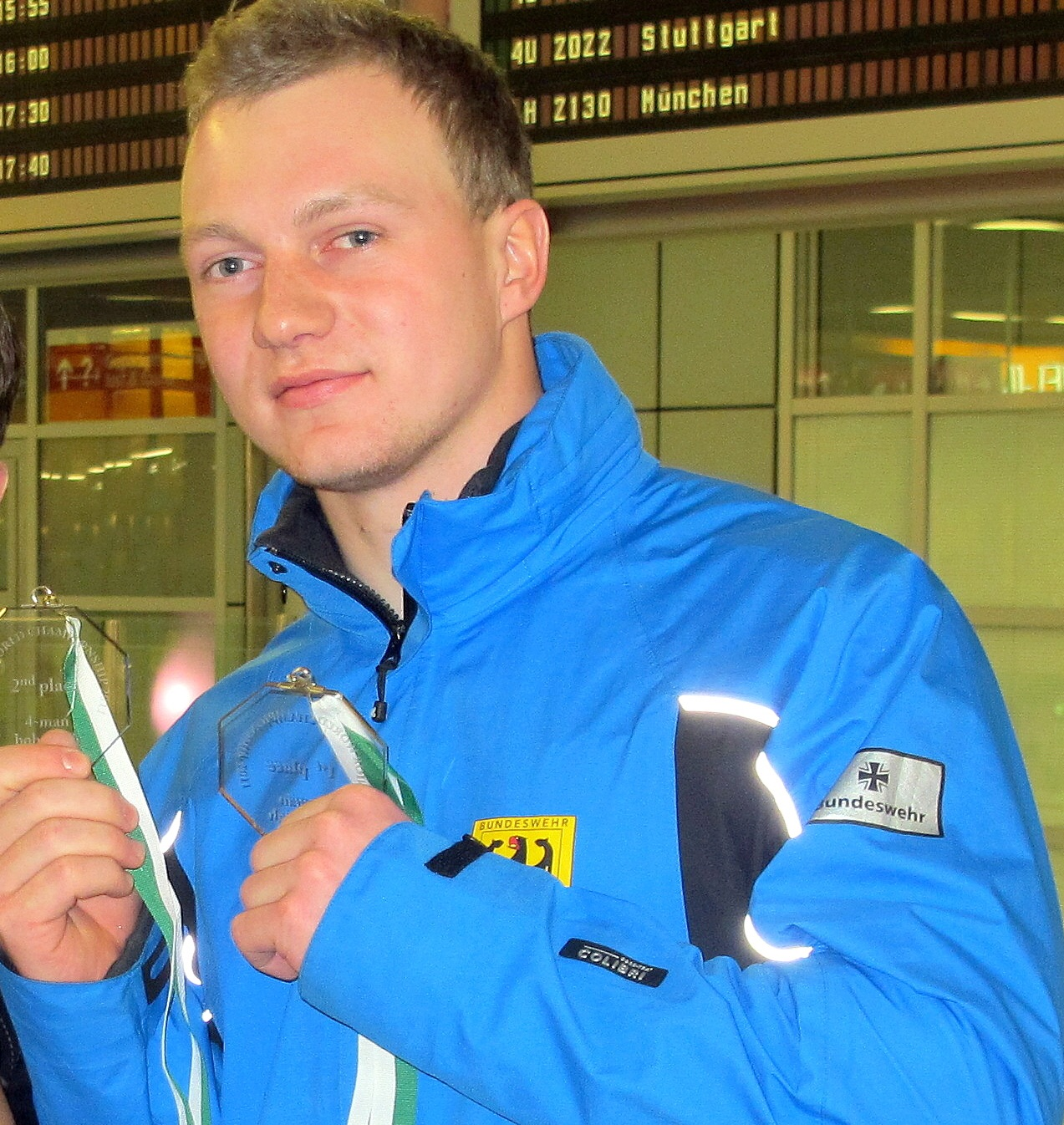
Friedrich nel 2013

Esordì in Coppa del Mondo nella stagione 2011-12, il 21 gennaio 2012 a Sankt Moritz non riuscendo a terminare la gara di bob a due e giungendo decimo in quella a quattro. Alla fine della stagione del suo esordio ottenne il ventiseiesimo posto finale in classifica generale in entrambe le specialità. Colse il suo primo podio il 9 novembre 2012 alla prima tappa della stagione 2012-13 piazzandosi terzo nel bob a due. Vinse poi la sua prima gara il 5 gennaio 2013 ad Altenberg, nel bob a due con il frenatore Jannis Bäcker e a pari merito con l'equipaggio pilotato dal connazionale Thomas Florschütz. Tre anni dopo conseguì anche la sua prima affermazione di tappa nel bob a quattro, il 29 novembre 2015 ad Altenberg con Bäcker, Martin Putze e Thorsten Margis.
Ha trionfato in classifica generale per undici volte (record assoluto in coabitazione con il canadese Pierre Lueders): quattro volte nel bob a due e nella combinata maschile e tre volte nel bob a quattro; nel 2016/17 si aggiudicò la Coppa nella disciplina biposto e nella combinata mentre nelle stagioni 2018/19, 2019/20 e 2020/21 vinse anche nella specialità a quattro, portandosi a casa tutti e tre i trofei; nel 2018/19 divenne inoltre il primo atleta nella storia della Coppa del Mondo ad aver disputato la "stagione perfetta", ovvero ad aver vinto tutte le gare a disposizione in una disciplina, nell'occasione aggiudicandosi tutte e otto le gare nel bob a due e nel 2020/21 vinse 15 gare su 16, di cui 11 su 12 nel bob a due (terminando al secondo posto nell'altra), e 4 su 4 nel bob a quattro. Il 16 gennaio 2021 a Sankt Moritz ottenne la sua 47ª vittoria di tappa nelle discipline classiche, diventando così l'atleta più vincente di sempre in gare di Coppa del Mondo.

### Giochi Olimpici

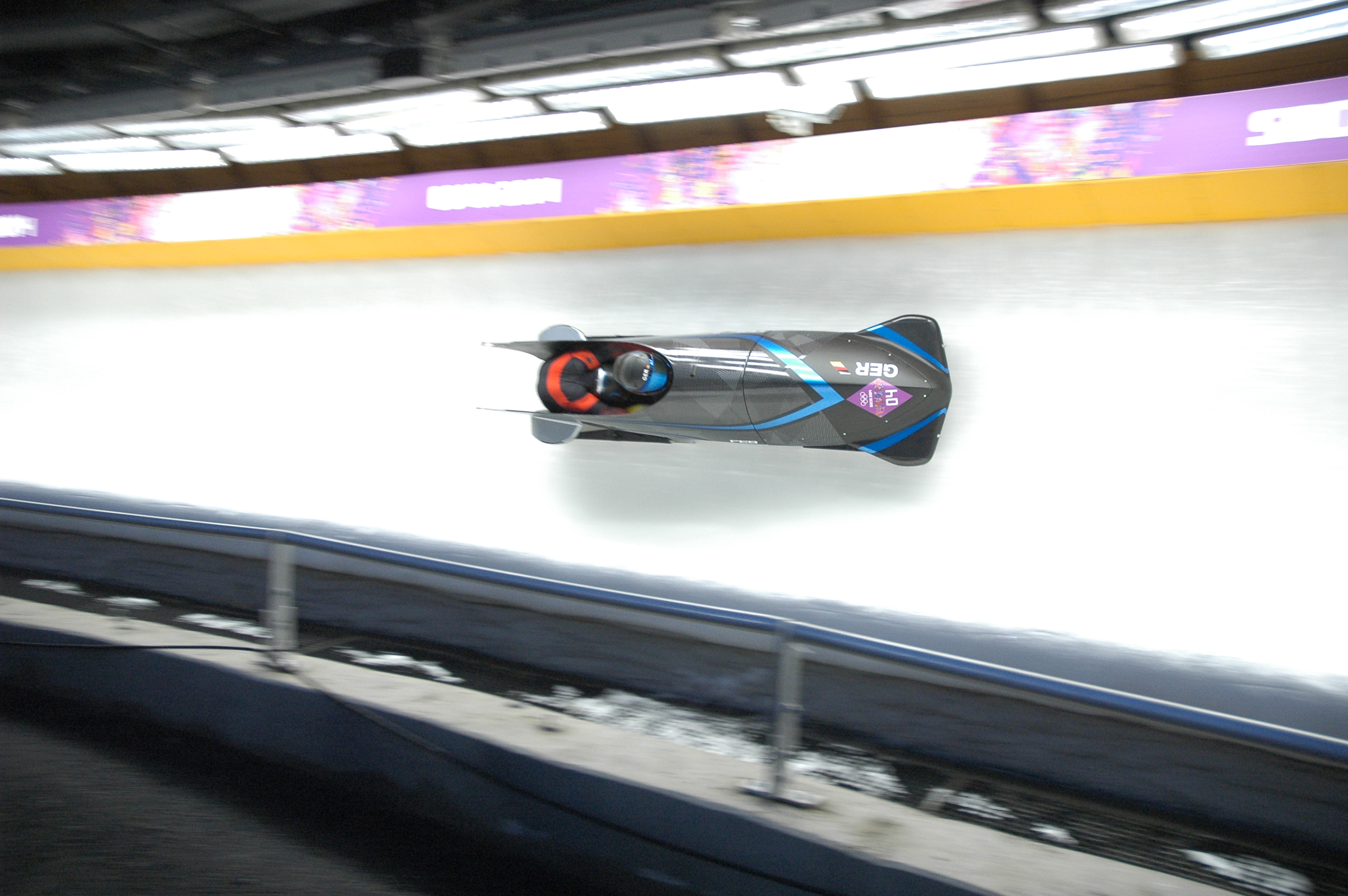
Friedrich con Jannis Bäcker in gara alle olimpiadi di

Prese parte a due edizioni dei Giochi olimpici invernali: a Soči 2014 si classificò al sesto posto nel bob a due e all'ottavo nella gara a quattro.

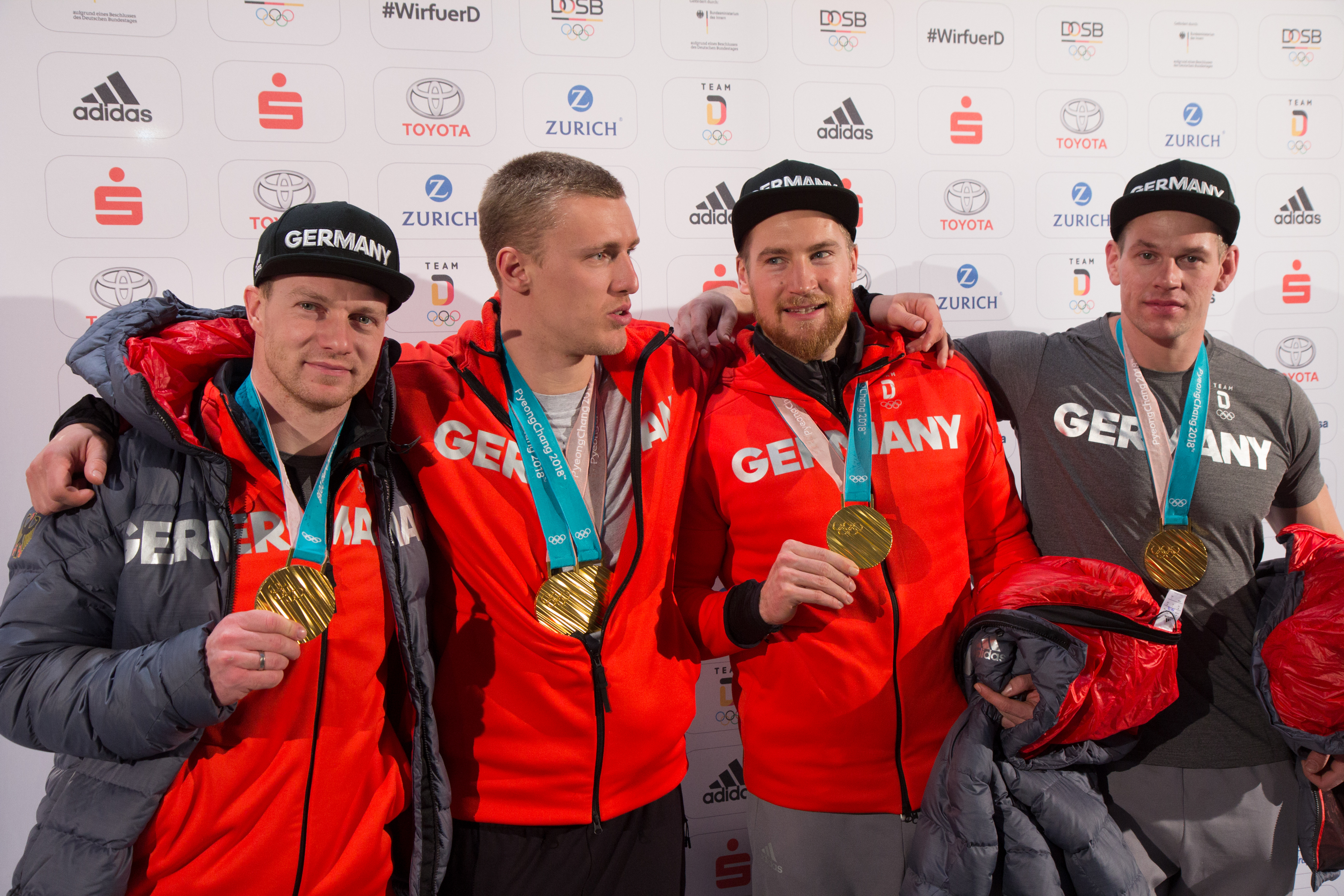
Friedrich (a sinistra) con Thorsten Margis, Martin Grothkopp e Candy Bauer, con al collo la medaglia d'oro conquistata a nel bob a quattro

Quattro anni dopo, a Pyeongchang 2018, vinse la medaglia d'oro sia nella specialità a due con Thorsten Margis che in quella a quattro con Margis, Candy Bauer e Martin Grothkopp; nella gara biposto giunse al traguardo con il medesimo tempo dell'equipaggio canadese pilotato da Justin Kripps e nell'occasione vennero infatti assegnate due medaglie d'oro (non accadeva da Nagano 1998). Nella competizione a quattro precedette invece gli equipaggi pilotati dal sudcoreano Won Yun-jong e dal connazionale Nico Walther, arrivati con lo stesso tempo ed entrambi vincitori della medaglia d'argento. 
Con le due medaglie d'oro ottenute in entrambe le discipline a Pyeongchang 2018 Friedrich entrò a far parte del ristretto numero di piloti capaci di ottenere la "doppietta" bob a due-bob a quattro nella medesima rassegna olimpica; l'impresa è infatti riuscita soltanto ad altri cinque piloti nella storia dei Giochi: il tedesco occidentale Andreas Ostler a Oslo 1952, l'italiano Eugenio Monti a Grenoble 1968, i tedeschi orientali Meinhard Nehmer e Wolfgang Hoppe, rispettivamente a Innsbruck 1976 e a Sarajevo 1984, e il connazionale André Lange a Torino 2006.
A conferma del suo talento ha ripetuto la doppietta nell'edizione dei Giochi di Pechino 2022, divenendo il primo pilota nella storia a riuscire nell'impresa.

### Campionati mondiali: i record

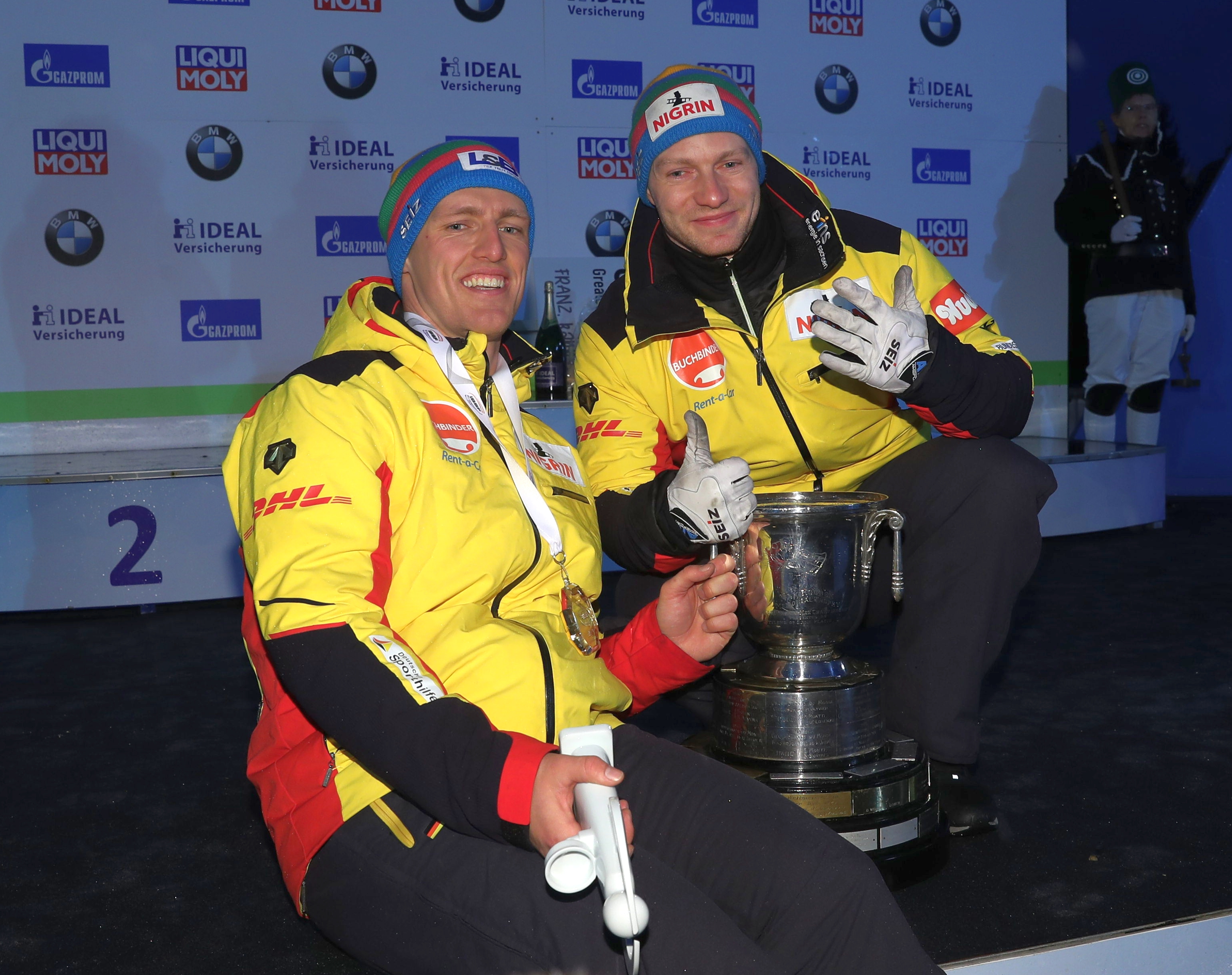
Friedrich (a destra) con Thorsten Margis, medaglia d'oro mondiale nel bob a due ad Altenberg 2020. Per Friedrich si trattò del sesto successo di fila nella specialità a due (record)

Ha preso parte altresì a dieci edizioni dei campionati mondiali, conquistando un totale di diciassette medaglie, delle quali ben quattordici d'oro. Nel dettaglio i suoi risultati nelle prove iridate sono stati, nel bob a due: undicesimo a Schönau am Königssee 2011, quarto a Lake Placid 2012, medaglia d'oro a Sankt Moritz 2013 in coppia con Jannis Bäcker, medaglia d'oro a Winterberg 2015 con Thorsten Margis, medaglia d'oro a Igls 2016 con Thorsten Margis, medaglia d'oro a Schönau am Königssee 2017 con Thorsten Margis, medaglia d'oro a Whistler 2019 con Thorsten Margis, medaglia d'oro ad Altenberg 2020 sempre con Margis e medaglia d'oro ad Altenberg 2021 e medaglia d'argento a Sankt Moritz 2023 con Alexander Schüller; nel bob a quattro: nono a Lake Placid 2012, tredicesimo a Sankt Moritz 2013, quarto a Winterberg 2015, medaglia d'argento a Igls 2016 con Gregor Bermbach, Candy Bauer e Thorsten Margis, medaglia d'oro a Schönau am Königssee 2017 con Candy Bauer, Martin Grothkopp e Thorsten Margis, medaglia d'oro a Whistler 2019 con Bauer, Grothkopp e Margis, medaglia d'oro ad Altenberg 2020 con Bauer, Grothkopp e Alexander Schüller, medaglia d'oro ad Altenberg 2021 con Bauer, Margis e Schüller e medaglia d'oro a Sankt Moritz 2023 con Bauer, Margis e Schüller; nella gara a squadre: medaglia d'oro a Schönau am Königssee 2011, medaglia d'argento a Sankt Moritz 2013 e medaglia d'oro a Winterberg 2015. Per tre edizioni di fila (2017, 2019 e 2020) ha ottenuto la "doppietta" bob a due-bob a quattro.

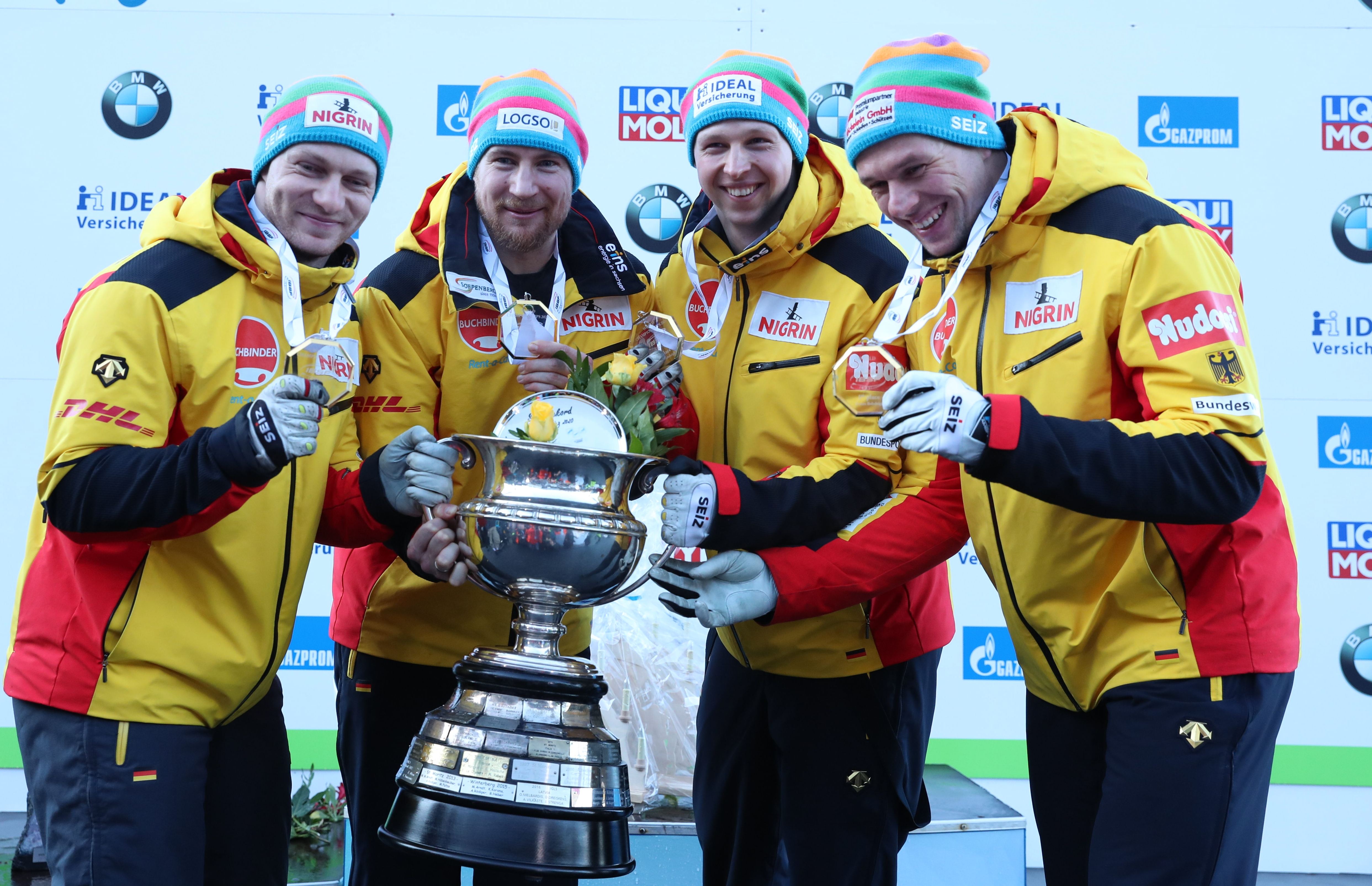
Friedrich (a sinistra) con Martin Grothkopp, Alexander Schüller e Candy Bauer con il trofeo di campioni del mondo vinto nel bob a quattro ad Altenberg 2020, il terzo consecutivo per Friedrich

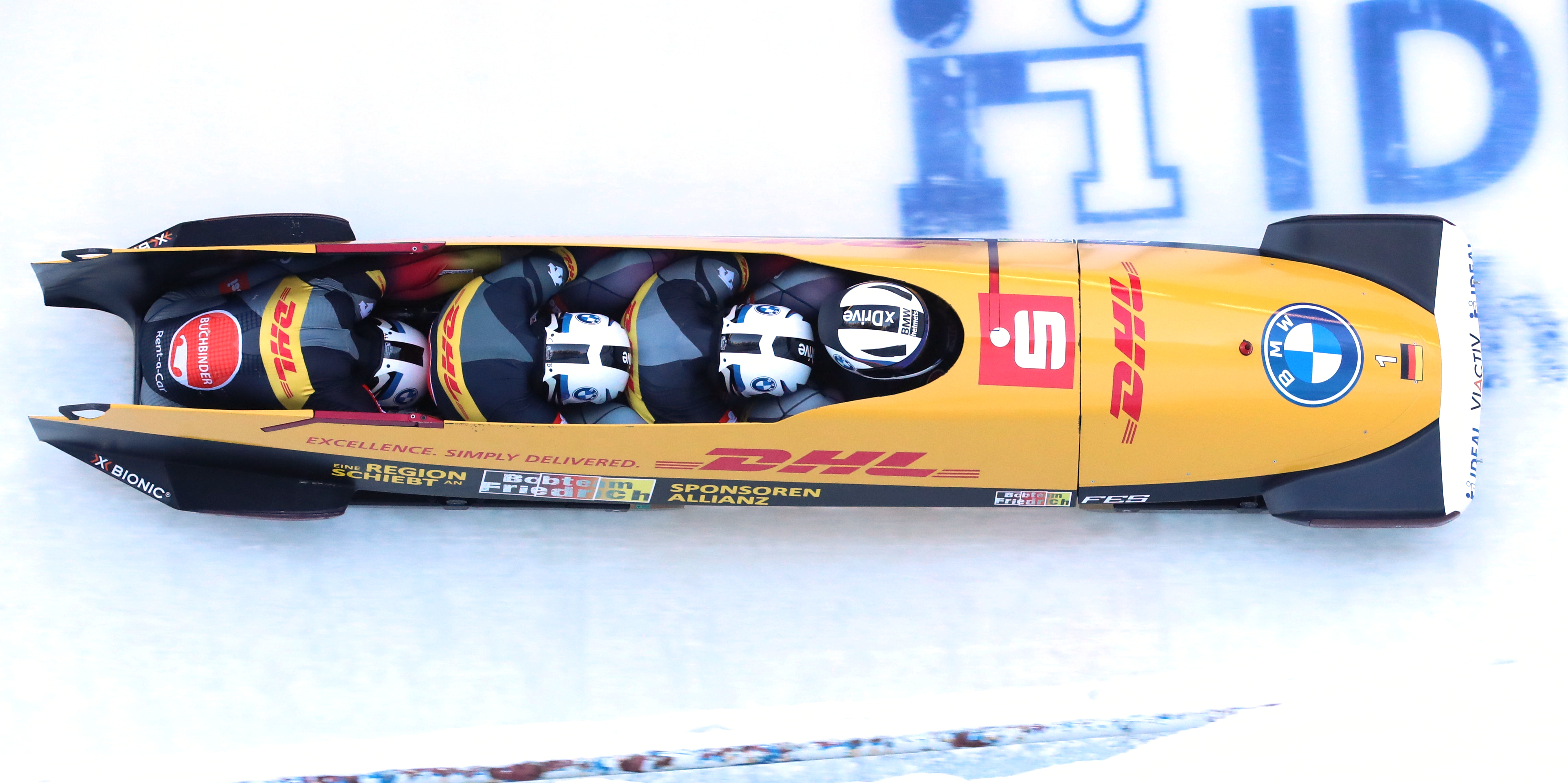
Friedrich alla guida del bob a quattro ai campionati mondiali di Altenberg 2021

Friedrich può inoltre vantare alcuni primati per quanto riguarda le rassegne iridate: il 27 gennaio 2013 diventò il più giovane campione del mondo nel bob a due vincendo il suo primo titolo a St. Moritz 2013. Nell'edizione di Whistler 2019 vinse il suo quinto titolo consecutivo nel bob a due, eguagliando il record detenuto dall'italiano Eugenio Monti, a sua volta vincitore del titolo per cinque volte di seguito dall'edizione di Sankt Moritz 1957 a quella di Lake Placid 1961. Ad Altenberg 2020, infine, conquisto il suo sesto alloro iridato nella disciplina biposto, superando quindi Eugenio Monti nel numero di titoli vinti di fila e ad Altenberg 2021 raggiunse in vetta Monti vincendo il suo settimo titolo nella disciplina biposto e lo superò negli allori totali vinti in entrambe le specialità raggiungendo quota dieci contro i nove del pilota italiano, che possedeva questo record da 55 anni. 
Detiene inoltre il record di titoli totali conquistati (quattordici), di cui sette vinti nel bob a due, cinque nel bob a quattro e due a squadre, quello dei titoli vinti in entrambe le discipline "classiche" (dodici, davanti a Monti con nove) e il numero di doppiette bob a due/bob a quattro ottenute nella stessa edizione (quattro); è in testa anche alla graduatoria delle medaglie totali conquistate ai mondiali (diciassette).

### Altre competizioni
Agli europei detiene sedici medaglie di cui sette d'oro: sei vinte nel bob a due a La Plagne 2015, a Winterberg 2017, a Igls 2018, a Schönau am Königssee 2019, a Winterberg 2021 e a Sankt Moritz 2022, e l'alloro europeo nel bob a quattro di Winterberg 2021; completano il suo palmarès continentale altri quattro argenti e cinque bronzi.
Nonostante la sua carriera costellata di successi in tutte le più importanti competizioni internazionali, non è riuscito a conquistare il titolo nazionale, avendo ottenuto soltanto un argento nel bob a due nel 2015.

## Palmarès

### Olimpiadi
- 4 medaglie:
  - 4 ori (bob a due, bob a quattro a Pyeongchang 2018, bob a due, bob a quattro a Pechino 2022).

### Mondiali
- 17 medaglie:
  - 14 ori (gara a squadre a Schönau am Königssee 2011; bob a due a Sankt Moritz 2013; bob a due, gara a squadre a Winterberg 2015; bob a due a Igls 2016; bob a due, bob a quattro a Schönau am Königssee 2017; bob a due, bob a quattro a Whistler 2019; bob a due, bob a quattro ad Altenberg 2020; bob a due, bob a quattro ad Altenberg 2021; bob a quattro a Sankt Moritz 2023);
  - 3 argenti (gara a squadre a Sankt Moritz 2013; bob a quattro a Igls 2016; bob a due a Sankt Moritz 2023).

### Europei
- 16 medaglie:
  - 7 ori (bob a due a La Plagne 2015; bob a due a Winterberg 2017; bob a due a Igls 2018; bob a due a Schönau am Königssee 2019; bob a due, bob a quattro a Winterberg 2021; bob a due a Sankt Moritz 2022);
  - 4 argenti (bob a quattro a Igls 2018; bob a quattro a Winterberg 2020; bob a quattro a Sankt Moritz 2022; bob a quattro ad Altenberg 2023);
  - 5 bronzi (bob a due ad Igls 2013; bob a quattro a Schönau am Königssee 2014; bob a quattro ad La Plagne 2015; bob a quattro a Schönau am Königssee 2019; bob a due ad Altenberg 2023).

### Mondiali juniores
- 4 medaglie:
  - 3 ori (bob a due a Park City 2011; bob a due, bob a quattro ad Igls 2012);
  - 1 argento (bob a quattro a Park City 2011).

### Coppa del Mondo
- Vincitore della classifica generale nel bob a due maschile nel 2016/17, nel 2018/19, nel 2019/20, nel 2020/21 e nel 2021/22.
- Vincitore della classifica generale nel bob a quattro maschile nel 2018/19, nel 2019/20, nel 2020/21, nel 2021/22 e nel 2022/23.
- Vincitore della classifica generale nella combinata maschile nel 2016/17, nel 2018/19, nel 2019/20, nel 2020/21, nel 2021/22 e nel 2022/23.
- 142 podi (83 nel bob a due, 58 nel bob a quattro, 1 nelle gare a squadre):
  - 87 vittorie (51 nel bob a due, 35 nel bob a quattro, 1 nelle gare a squadre);
  - 35 secondi posti (19 nel bob a due, 16 nel bob a quattro);
  - 20 terzi posti (13 nel bob a due, 7 nel bob a quattro).

#### Coppa del Mondo - vittorie
| Data             | Luogo                | Paese         | Disciplina                                                                                      |
| ---------------- | -------------------- | ------------- | ----------------------------------------------------------------------------------------------- |
| 5 gennaio 2013   | Altenberg            | Germania      | a due con Jannis Bäcker                                                                         |
| 19 gennaio 2013  | Igls                 | Austria       | gara a squadre con Thorsten Margis, Frank Rommel, Sandra Kiriasis, Janine Tischer ed Anja Huber |
| 12 dicembre 2014 | Lake Placid          | Stati Uniti   | a due con Thorsten Margis                                                                       |
| 31 gennaio 2015  | La Plagne            | Francia       | a due con Martin Grothkopp                                                                      |
| 6 febbraio 2015  | Igls                 | Austria       | a due con Thorsten Margis                                                                       |
| 28 novembre 2015 | Altenberg            | Germania      | a due con Thorsten Margis                                                                       |
| 29 novembre 2015 | Altenberg            | Germania      | a quattro con Martin Putze, Jannis Bäcker e Thorsten Margis                                     |
| 5 dicembre 2015  | Winterberg           | Germania      | a due con Thorsten Margis                                                                       |
| 6 dicembre 2015  | Winterberg           | Germania      | a quattro con Martin Putze, Jannis Bäcker e Thorsten Margis                                     |
| 12 dicembre 2015 | Schönau am Königssee | Germania      | a due con Thorsten Margis                                                                       |
| 2 dicembre 2016  | Whistler             | Canada        | a due con Thorsten Margis                                                                       |
| 7 gennaio 2017   | Altenberg            | Germania      | a due con Martin Grothkopp                                                                      |
| 14 gennaio 2017  | Winterberg           | Germania      | a due con Thorsten Margis                                                                       |
| 4 febbraio 2017  | Igls                 | Austria       | a due con Thorsten Margis                                                                       |
| 18 marzo 2017    | Pyeongchang          | Corea del Sud | a due con Thorsten Margis                                                                       |
| 16 dicembre 2017 | Igls                 | Austria       | a due con Thorsten Margis                                                                       |
| 20 gennaio 2018  | Schönau am Königssee | Germania      | a due con Thorsten Margis                                                                       |
| 8 dicembre 2018  | Sigulda              | Lettonia      | a due con Alexander Schüller                                                                    |
| 9 dicembre 2018  | Sigulda              | Lettonia      | a due con Martin Grothkopp                                                                      |
| 16 dicembre 2018 | Winterberg           | Germania      | a quattro con Candy Bauer, Martin Grothkopp e Thorsten Margis                                   |
| 5 gennaio 2019   | Altenberg            | Germania      | a quattro con Thorsten Margis                                                                   |
| 6 gennaio 2019   | Altenberg            | Germania      | a quattro con Candy Bauer, Martin Grothkopp e Thorsten Margis                                   |
| 12 gennaio 2019  | Schönau am Königssee | Germania      | a quattro con Martin Grothkopp                                                                  |
| 19 gennaio 2019  | Innsbruck            | Austria       | a due con Thorsten Margis                                                                       |
| 20 gennaio 2019  | Innsbruck            | Austria       | a quattro con Martin Grothkopp, Alexander Schüller e Thorsten Margis                            |
| 26 gennaio 2019  | Sankt Moritz         | Svizzera      | a due con Alexander Schüller                                                                    |
| 27 gennaio 2019  | Sankt Moritz         | Svizzera      | a quattro con Candy Bauer, Martin Grothkopp e Alexander Schüller                                |
| 15 febbraio 2019 | Lake Placid          | Stati Uniti   | a due con Thorsten Margis                                                                       |
| 23 febbraio 2019 | Calgary              | Canada        | a due con Thorsten Margis                                                                       |
| 24 febbraio 2019 | Calgary              | Canada        | a quattro con Candy Bauer, Martin Grothkopp e Thorsten Margis                                   |
| 8 dicembre 2019  | Lake Placid          | Stati Uniti   | a due con Alexander Schüller                                                                    |
| 3 gennaio 2020   | Winterberg           | Germania      | a quattro con Candy Bauer, Martin Grothkopp, Alexander Schüller e Thorsten Margis               |
| 11 gennaio 2020  | La Plagne            | Francia       | a due con Alexander Schüller                                                                    |
| 12 gennaio 2020  | La Plagne            | Francia       | a quattro con Candy Bauer, Alexander Schüller e Thorsten Margis                                 |
| 18 gennaio 2020  | Innsbruck            | Austria       | a due con Thorsten Margis                                                                       |
| 19 gennaio 2020  | Innsbruck            | Austria       | a quattro con Candy Bauer, Martin Grothkopp e Alexander Schüller                                |
| 25 gennaio 2020  | Schönau am Königssee | Germania      | a due con Thorsten Margis                                                                       |
| 26 gennaio 2020  | Schönau am Königssee | Germania      | a quattro con Candy Bauer, Martin Grothkopp e Alexander Schüller                                |
| 21 novembre 2020 | Sigulda              | Lettonia      | a due con Thorsten Margis                                                                       |
| 22 novembre 2020 | Sigulda              | Lettonia      | a due con Alexander Schüller                                                                    |
| 28 novembre 2020 | Sigulda              | Lettonia      | a due con Thorsten Margis                                                                       |
| 29 novembre 2020 | Sigulda              | Lettonia      | a due con Alexander Schüller                                                                    |
| 13 dicembre 2020 | Innsbruck            | Austria       | a due con Thorsten Margis                                                                       |
| 19 dicembre 2020 | Innsbruck            | Austria       | a due con Alexander Schüller                                                                    |
| 20 dicembre 2020 | Innsbruck            | Austria       | a due con Alexander Schüller                                                                    |
| 9 gennaio 2021   | Winterberg           | Germania      | a due con Thorsten Margis                                                                       |
| 10 gennaio 2021  | Winterberg           | Germania      | a quattro con Thorsten Margis, Candy Bauer e Alexander Schüller                                 |
| 16 gennaio 2021  | Sankt Moritz         | Svizzera      | a due con Alexander Schüller                                                                    |
| 17 gennaio 2021  | Sankt Moritz         | Svizzera      | a quattro con Thorsten Margis, Martin Grothkopp e Alexander Schüller                            |
| 23 gennaio 2021  | Schönau am Königssee | Germania      | a due con Thorsten Margis                                                                       |
| 24 gennaio 2021  | Schönau am Königssee | Germania      | a quattro con Thorsten Margis, Martin Grothkopp e Alexander Schüller                            |
| 30 gennaio 2021  | Innsbruck            | Austria       | a due con Alexander Schüller                                                                    |
| 31 gennaio 2021  | Innsbruck            | Austria       | a quattro con Thorsten Margis, Candy Bauer e Alexander Schüller                                 |
| 20 novembre 2021 | Innsbruck            | Austria       | a due con Alexander Schüller                                                                    |
| 21 novembre 2021 | Innsbruck            | Austria       | a quattro con Thorsten Margis, Candy Bauer e Alexander Schüller                                 |
| 27 novembre 2021 | Innsbruck            | Austria       | a due con Thorsten Margis                                                                       |
| 28 novembre 2021 | Innsbruck            | Austria       | a quattro con Thorsten Margis, Martin Grothkopp e Alexander Schüller                            |
| 4 dicembre 2021  | Altenberg            | Germania      | a due con Alexander Schüller                                                                    |
| 5 dicembre 2021  | Altenberg            | Germania      | a quattro con Thorsten Margis, Candy Bauer e Alexander Schüller                                 |
| 11 dicembre 2021 | Winterberg           | Germania      | a quattro con Thorsten Margis, Martin Grothkopp e Alexander Schüller                            |
| 12 dicembre 2021 | Winterberg           | Germania      | a quattro con Thorsten Margis, Candy Bauer e Alexander Schüller                                 |
| 18 dicembre 2021 | Altenberg            | Germania      | a due con Thorsten Margis                                                                       |
| 19 dicembre 2021 | Altenberg            | Germania      | a quattro con Thorsten Margis, Martin Grothkopp e Alexander Schüller                            |
| 2 gennaio 2022   | Sigulda              | Lettonia      | a due con Thorsten Margis                                                                       |
| 8 gennaio 2022   | Winterberg           | Germania      | a due con Alexander Schüller                                                                    |
| 9 gennaio 2022   | Winterberg           | Germania      | a quattro con Thorsten Margis, Candy Bauer e Alexander Schüller                                 |
| 15 gennaio 2022  | Sankt Moritz         | Svizzera      | a due con Thorsten Margis                                                                       |
| 25 novembre 2022 | Whistler             | Canada        | a due con Alexander Schüller                                                                    |
| 26 novembre 2022 | Whistler             | Canada        | a quattro con Thorsten Margis, Candy Bauer e Alexander Schüller                                 |
| 2 dicembre 2022  | Park City            | Stati Uniti   | a due con Thorsten Margis                                                                       |
| 3 dicembre 2022  | Park City            | Stati Uniti   | a quattro con Thorsten Margis, Candy Bauer e Alexander Schüller                                 |
| 8 gennaio 2023   | Winterberg           | Germania      | a quattro con Thorsten Margis, Candy Bauer e Alexander Schüller                                 |
| 11 febbraio 2023 | Innsbruck            | Austria       | a quattro con Thorsten Margis, Candy Bauer e Alexander Schüller                                 |
| 12 febbraio 2023 | Innsbruck            | Austria       | a quattro con Thorsten Margis, Candy Bauer e Alexander Schüller                                 |
| 10 dicembre 2023 | La Plagne            | Francia       | a quattro con Thorsten Margis, Alexander Schüller e Felix Straub                                |
| 17 dicembre 2023 | Innsbruck            | Austria       | a quattro con Candy Bauer, Alexander Schüller e Felix Straub                                    |
| 28 gennaio 2024  | Lillehammer          | Norvegia      | a quattro con Thorsten Margis, Alexander Schüller e Felix Straub                                |

### Campionati tedeschi
- 1 medaglia:
  - 1 argento (bob a due a Winterberg 2015[12]).

### Circuiti minori

#### Coppa Europa
- Vincitore della classifica generale nel bob a due nel 2010/11 e nel 2011/12;
- Vincitore della classifica generale nel bob a quattro nel 2011/12;
- Vincitore della classifica generale nella combinata maschile nel 2011/12;
- 23 podi (16 nel bob a due e 7 nel bob a quattro):
  - 15 vittorie (11 nel bob a due e 4 nel bob a quattro);
  - 7 secondi posti (4 nel bob a due e 3 nel bob a quattro);
  - 1 terzo posto (nel bob a due).

#### Coppa Nordamericana
- Miglior piazzamento in classifica generale nel bob a due: 14º nel 2010/11;
- Miglior piazzamento in classifica generale nel bob a quattro: 10º nel 2010/11;
- Miglior piazzamento in classifica generale nella combinata maschile: 12º nel 2010/11;
- 4 podi (2 nel bob a due e 2 nel bob a quattro):
  - 4 secondi posti.